# 共有序列
在分子生物学和生物信息学中，共有序列是最常见的核酸或者氨基酸残基的计算规则，序列比对中的每个序列中存在，代表多个相关序列被比较，计算相似的序列基元。当考虑序列依赖酶，例如RNA聚合酶时，这些訊息十分重要。